# Онищенков
Онищенков (укр. Онищенків) — село в Прилукском районе Черниговской области Украины. Население — 178 человек. Занимает площадь 1,067 км². Расположено на реке Ставка (Без названия).
Код КОАТУУ: 7424182105. Почтовый индекс: 17582. Телефонный код: +380 4637.

## География
Расстояние до районного центра:Прилуки : (8 км.), до областного центра:Чернигов ( 131 км. ), до столицы:Киев ( 131 км. ).  Ближайшие населенные пункты: Глинщина и Богдановка 1 км, Даньковка, Малковка и Стасевщина 2 км.

## Власть
Орган местного самоуправления — Даньковский сельский совет. Почтовый адрес: 17582, Черниговская обл., Прилукский р-н, с. Даньковка, ул. Гагарина, 6а.